# Tod Murphy
Tod James Murphy, (Long Beach, California, 24 de diciembre de 1963) es un exjugador de baloncesto estadounidense. Con 2,05 de estatura, su puesto natural en la cancha era el de pívot. 

## Trayectoria
[actualizar]

## Estadísticas de su carrera en la NBA

### Temporada regular
| Año     | Equipo        | PJ  | PT | MPP  | %TC   | %3P  | %TL  | RPP | APP | ROB | TPP | PPP |
| ------- | ------------- | --- | -- | ---- | ----- | ---- | ---- | --- | --- | --- | --- | --- |
| 1987-88 | L.A. Clippers | 1   | 0  | 19.0 | 1.000 | -    | .750 | 2.0 | 2.0 | 1.0 | .0  | 5.0 |
| 1989-90 | Minnesota     | 82  | 59 | 30.4 | .471  | .372 | .709 | 6.9 | 1.3 | .9  | .7  | 8.3 |
| 1990-91 | Minnesota     | 52  | 19 | 20.4 | .396  | .059 | .667 | 4.9 | 1.2 | .5  | .4  | 4.8 |
| 1991-92 | Minnesota     | 47  | 3  | 9.1  | .488  | .500 | .599 | 2.3 | .2  | .2  | .2  | 2.1 |
| 1993-94 | Detroit       | 7   | 0  | 8.1  | .500  | -    | .500 | 1.3 | .4  | .3  | .0  | 2.1 |
| 1993-94 | Golden State  | 2   | 0  | 5.0  | -     | -    | -    | .5  | .5  | .0  | .0  | 0.0 |
| Total   | Total         | 191 | 81 | 21.3 | .454  | .290 | .679 | 4.9 | 1.0 | .6  | .5  | 5.5 |